# Minna Cauer
Wilhelmine Theodore Marie Cauer, née Schelle et connue sous le nom de Minna Cauer (Freyenstein, 1er novembre 1841 - Berlin, 3 août 1922) est une enseignante, journaliste, militante radicale pour les droits des femmes et pacifiste allemande. Elle est active dans les mouvements pour le suffrage des femmes, pour les droits des femmes et pour la paix. Elle a fondé un des premiers syndicats féminins et de nombreuses associations pour les droits des femmes.

## Biographie
Minna Cauer est née Wilhelmine Theodore Marie Schelle à Freyenstein (Ostprignitz) le 1er novembre 1841. Ses parents sont le pasteur luthérien Alexander Schelle (1804-1874) et Juliane Wolfschmid (décédée en 1887). Elle grandit à Freyenstein, dans le Brandebourg et, après avoir obtenu son diplôme de l'école secondaire pour filles, souhaite devenir enseignante - à l'époque la seule opportunité de carrière pour les jeunes femmes des classes instruites. Elle ne peut cependant pas accéder à ses souhaits et continue de vivre avec ses parents, où elle doit travailler « comme une servante », écrit-elle dans son journal,.
En 1862, elle épouse le docteur August Latzel. Le couple a un fils mort de diphtérie en 1865 à l'âge de deux ans. August Latzel décède un an après leur fils,.
Minna Cauer entreprend alors une formation d'enseignante pendant un an. Après avoir réussi l'examen, elle  travaille à Paris en 1868 comme enseignante, afin de rompre définitivement avec son passé douloureux. Ses proches ont en effet désapprouvé sa formation.

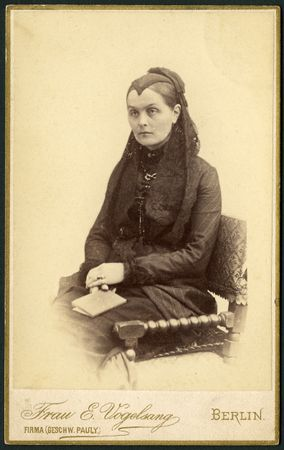
Minna Schelle, puis Latzel, devenue Minna Cauer, un an après son remariage avec Eduard Cauer.

Elle enseigne ensuite dans une école de filles à Hamm où elle rencontre son deuxième mari, Eduard Cauer (1823–1881), qui devient plus tard conseiller scolaire à Berlin. Ils se marient en 1869 et vont vivre à Berlin,.
Là, le couple fréquente les cercles libéraux influents, a des contacts avec des politiques libéraux et des femmes du mouvement des femmes bourgeoises. Ils sont proches du Prince héritier de Prusse, Frederic Guillaume et son épouse Victoria Adelaide, fille de la reine Victoria de Grande-Bretagne.
Elle devient politiquement active vers 1880, alors que les femmes commencent à s'affirmer.
Veuve une deuxième fois en 1881, elle vit quelques années à Dresde, recommence  à travailler comme enseignante, étudie l'histoire des femmes et rédige plusieurs essais sur des femmes célèbres telles que Rahel Varnhagen. Ses premiers écrits paraissent anonymement dans le journal Vossische Zeitung en 1883 et 1884. Elle retourne à Berlin et enseigne l'histoire dans un pensionnat pour femmes américaines.

### La lutte pour les droits des femmes

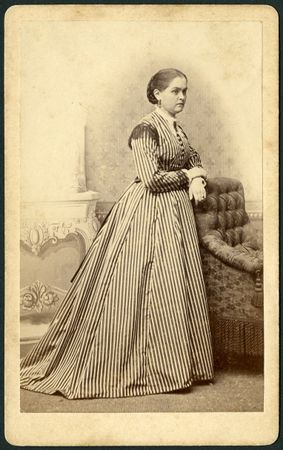
Portrait en pied de Minna Cauer vers 1880.

Minna Cauer prend conscience de l'urgence de l'émancipation pour les femmes. L’œuvre d'Hedwig Dohm, Der Frauen Natur und Recht (de) de 1879, qui dénonce la « modestie » du mouvement des femmes et revendique des droits politiques pour les femmes, y compris le droit de vote, est un des éléments déterminants pour son engagement.
Son histoire personnelle de jeune veuve la confronte aussi directement aux inégalités de traitement entre les hommes et les femmes. Par exemple, les enseignantes n'ont droit qu'à une formation inférieure, ce qui entraîne une rémunération tout aussi inférieure.
En 1885, elle devient membre de la toute nouvelle Association académique allemande (Deutschen Akademischen Vereinigung), qui rassemble des réformateurs de l'éducation, des représentants du naturalisme et des militants des droits des femmes.

#### Le mouvement des femmes bourgeoises et l’accès à l’éducation des filles
En 1888, elle cofonde l'Association berlinoise pour le bien-être des femmes (Berliner Verein Frauenwohl) qui devient le porte-parole de l'aile radicale du mouvement des femmes bourgeoises. Elle la dirige jusqu'en 1919. Au début, les objectifs de l'organisation se limitent à développer les droits et opportunités des femmes dans l’éducation et le travail.
C’est la première organisation de femmes à revendiquer des droits politiques illimités pour les femmes et à rejeter une « détermination naturelle » des sexes. Les « radicales » les plus importantes deviennent membres, notamment Anita Augspurg, Helene Stöcker, Käthe Schirmacher et Hedwig Dohm. Après quelques années, cependant, Minna Cauer se rend compte que de nombreux besoins restent sans réponse et les activités du Verein Frauenwohl sont alors élargies pour inclure le travail bénévole dans les crèches, les foyers pour aveugles et d'autres institutions. Déterminée à ce que son organisation acquière une réputation nationale dans le domaine de la réforme sociale, elle travaille sans relâche pour diffuser le message selon lequel les nouveaux domaines du travail social ont besoin des compétences de femmes idéalistes et qualifiées,.
En 1887, avec l’enseignante Helene Lange, autre figure du mouvement des femmes bourgeoises soucieuse de l’éducation et de la formation professionnelle des femmes, elle lance une pétition demandant à la Chambre des représentants prussienne une meilleure éducation pour les filles. Avec Franziska Tiburtius (en), Minna Cauer la soutient dans la création d’une école secondaire pour filles en 1889 à Berlin. En 1893, l’école devient le lycée Realkurse. Il offre aux femmes la possibilité de préparer l’Abitur et devient le premier établissement à préparer les femmes aux études universitaires, une avancée majeure pour les droits des filles et des femmes. La même année, l’association Frauenwohl se dissocie de l’Association académique allemande et devient principalement active dans la politique quotidienne.

#### Les organisations syndicales pour les femmes
Pour offrir de meilleures possibilités d’éducation et d’emploi aux femmes, Minna Cauer crée aussi en 1889 l’Union commerciale des femmes salariées (Kaufmännischer Verband der weiblichen Abgestellten). C’est l’un des premiers syndicats de femmes non politiques, mais réservé aux travailleuses blanches. Ce syndicat prend de l’ampleur jusqu’à représenter plus de 100 000 travailleuses en Allemagne dans les années 1920.
En 1893, elle cofonde les Groupes de filles et de femmes pour l'assistance sociale (Mädchen- und Frauengruppen für Soziale Hilfsarbeit), qui forme des jeunes femmes des classes moyennes et supérieures au travail social professionnel et organise leur volontariat dans ce domaine.
Minna Cauer commence alors une activité de conférencière et de journaliste pour diffuser ses objectifs.
En 1894, elle se joint à Anita Augspurg, Helene Lange et Marie Stritt pour la création de l'Union des organisations féministes allemandes (Bund Deutscher Frauenvereine, BDF). Cette association vise à rassembler les divers groupes de femmes de la classe moyenne et supérieure autour de l'objectif commun de promouvoir la position économique, sociale et politique des femmes.
Les militantes radicales des droits des femmes se battent de façon offensive pour le droit de vote pour les femmes, critiquent le manque d'égalité des droits pour les femmes dans le projet de nouveau code civil, combattent le harcèlement et la violence sexuels ainsi que la prostitution et la traite des femmes, et traitent de la situation des domestiques et des ouvriers.

#### Ouverture à l'étranger et fondation de l'abolitionnisme allemand
En 1895, Minna Cauer voyage en Angleterre avec la militante des droits des femmes sociale-démocrate Lily Braun afin de s'informer sur les mouvements des femmes à l’étranger. Elle crée cette année-là un journal féministe, qu'elle baptise Le mouvement des femmes (Die Frauenbewegung) et qu'elle dirigera jusqu'à sa fermeture en 1919.

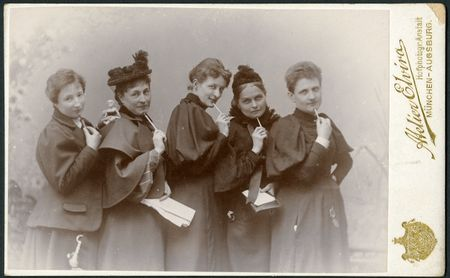
Photo de groupe des militantes féministes allemandes Anita Augspurg, Marie Stritt, Lily Braun, Minna Cauer et Sophia Goudstikker au milieu des années 1890.

En 1896, elle organise et préside le Congrès international pour le travail et les aspirations des femmes à Berlin, la première conférence internationale des femmes à se tenir en Allemagne. Elle y rencontre Clara Zetkin,.
En 1898, elle co-fonde avec Lida Gustava Heymann et Anita Augspurg la branche allemande de la Fédération abolitionniste internationale (FIA), initialement fondée en 1875 à Genève par la réformiste sociale britannique Josephine Butler. Ainsi naît le mouvement pour l'abolition de la prostitution en Allemagne.
La même année paraît son étude La femme au 19e siècle (Die Frau im 19. Jahrhundert).
Les positions de Minna Cauer sont plus radicales sur les droits des femmes que celles du BDF. Elle forme aussi, en 1898, avec Anita Augspurg, Helene Stöcker et d'autres, une organisation parapluie alternative, la Ligue des associations féminines progressistes (Verband Fortschrittlicher Frauenvereine, VFF). Elle préside cette organisation faîtière des associations de femmes radicales jusqu'en 1907. L'Union des associations de femmes allemande (BDF) représente la frange modérée du mouvement des femmes. Quant au VFF, il traite frontalement de la prostitution, du droit de vote des femmes, de l'égalité des garçons et des filles dans l'éducation et collabore avec les associations de travailleurs.
Minna Cauer continue toutefois d'être active au sein du BDF et du Syndicat des salariées.

#### Le droit de vote des femmes

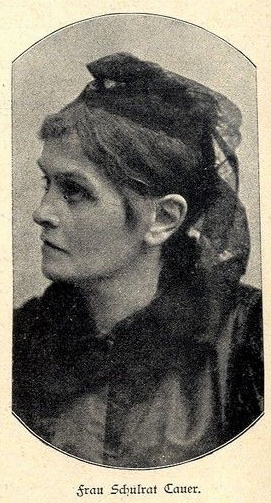
Minna Cauer en 1899.

En 1902, inspirées par le modèle découvert en Angleterre de la Women's Social and Political Union (WSPU) menée stratégiquement par Emmeline Pankhurst, Minna Cauer et Anita Augspurg persuadent Lida Gustava Heymann de cofonder ensuite ensemble le Deutscher Verein für Frauenstimmrecht (Association pour le droit de vote des femmes), la première association à revendiquer le droit de vote des femmes dans le Reich allemand. L'association naît à Hambourg car, en Prusse, les femmes n'ont toujours pas le droit de fonder d'association ni même d'en devenir membre. Elle prendra peu après le nom d'Association allemande pour le droit de vote des femmes (Deutscher Verband für Frauenstimmrecht) et est la plus grande fédération d'associations qui militent pour le droit de vote des femmes.
Déçue par le manque de courage politique de l'Union démocratique, Minna Cauer rejoint en 1918/1919, le Parti démocrate allemand (Deutscher Demokratischen Partei, DDP), un parti libéral de gauche.
En 1918, le suffrage égal, secret direct et universel est introduit en Allemagne. Le combat de Minna Cauer a porté ses fruits. Elle cesse alors sa participation au mouvement des femmes en 1919 : « Je considère que ma tâche au sein du mouvement des femmes est remplie, puisque les droits civils ont été accordés aux femmes. »

### Le combat pacifiste
Minna Cauer est déjà engagée dans la Société allemande de la paix (Deutsche Friedengesellschaft), fondée par Bertha von Suttner. Au cours de la Première Guerre mondiale, qu'elle voit arriver avec consternation, son engagement politique prend  une nouvelle dimension. Elle se voue maintenant à la défense de la paix, comme Anita Augspurg et Lida Gustava Heymann,.
Lorsque l'Union des associations de femmes allemande (BDF) boycotte le Congrès des femmes pour la paix qui se tient à La Haye en 1915, elle proteste et crée, avec d'autres femmes pacifistes, le Comité international des femmes pour la paix permanente (Internationale Frauenkomitee für dauernden Frieden, ICWPP). Ce comité devient, en 1919, la Ligue internationale des femmes pour la paix et la liberté (Internationale Frauenliga für Frieden und Freiheit),.
Son journal, Le mouvement des femmes, est censuré à partir de 1915, il est même menacé de fermeture définitive.
La fin de la guerre est un grand soulagement. Elle écrit dans son journal le 9 novembre 1918, jour de la révolution : « Rêve de ma jeunesse, épanouissement dans la vieillesse ! Je meurs républicaine ! ».
Comme beaucoup d'autres pacifistes, Minna Cauer est consternée par les termes du Traité de Versailles. Elle refuse de signer un manifeste de réconciliation avec la France lorsque le Bund Neues Vaterland le lui demande en février 1922 et, lors du plébiscite de Haute Silésie, soutient le maintien de la Silésie dans l'Empire allemand.

### Dernières années
Après s'être battue toute sa vie pour les droits des femmes, Minna Cauer constate amèrement vers la fin de sa vie, « que les femmes ne veulent vivre leur existence qu'à petite échelle, et que je serais la dernière qu’elles aimeraient suivre. Peut-être certaines, mais beaucoup ? » Elle arrête d'écrire ses mémoires. « Si je veux tout dépeindre ouvertement et honnêtement, alors ce sera l'image d'une femme éternellement en quête qui s'est forgé des idéaux pour elle-même, pour des amis, pour la patrie, pour l'humanité et tout est tombé en morceaux ».
Minna Cauer meurt d'une crise cardiaque le 3 août 1922 à Berlin.
Elle est enterrée à l'ancien cimetière Saint-Matthieu à Berlin-Schöneberg. Sur sa pierre tombale est inscrit : « Termine ce que nous avons commencé. » Sa tombe est, depuis 1952, classée tombe d'honneur de la ville de Berlin. En 2006, le nom de Minna Cauer est donné à une rue du nouveau quartier au nord de la gare centrale de Berlin.

## Facettes

### L'oratrice
Minna Cauer est une oratrice enthousiasmante et convaincante, elle anime les réunions avec humour et énergie, parle sans notes et très clairement. Une journaliste de Cologne la compare à « une prêtresse et une prophétesse ».
Elle intervient sans relâche dans les congrès des associations féminines du Reich allemand, en Grande-Bretagne, en Belgique, au Danemark, en Suède, aux Pays-Bas et en Italie. Ces participations, dit-elle sont aussi source de développement personnel. « Je me suis immergée dans le monde des idées de cette femme, je me suis plongée dans le socialisme [...]. Je veux maintenant étudier le socialisme scientifique, je dois devenir claire, voir clairement », écrit-elle au sujet de l'intervention de la social-démocrate Clara Zetkin devant le groupe de jeunes de l'Association Frauenwohl à Berlin en 1912.

### L'autrice
En 1893, paraît son livre Les femmes aux États-Unis d'Amérique du Nord (Die Frauen in den Vereinigten Staaten von Nordamerika), dans lequel elle avance la thèse selon laquelle les femmes américaines veulent travailler « pour le bien de tous », alors que « les femmes allemandes rêvent aux pieds de Goethe et Schiller ». Son deuxième livre, La femme au 19e siècle (Die Frau im 19. Jahrhundert), paraît en 1898. En 1913, elle publie un recueil commémoratif pour le 25e anniversaire du Berliner Verein Frauenwohl.
Minna Cauer continue d'écrire des articles sur la situation politique pour divers journaux jusqu'à un âge avancé.

### L'éditrice
Minna Cauer est l'éditrice et rédactrice en chef de son propre journal Le mouvement des femmes (Die Frauenbewegung), qu'elle fonde en 1895 comme organe de publication du mouvement des femmes bourgeoises radicales, jusqu'à sa fermeture en 1919. Elle rédige environ 400 articles, éditoriaux, rapports de congrès et critiques et façonne ainsi le profil du magazine. Le journal diffère grandement dans son approche et son style des autres magazines féminins, que Minna Cauer critique avec ironie : « On remarque une petite amélioration ici et là. Vous ne brodez plus autant de chaussons pour votre conjoint bien-aimé et n'êtes plus aussi ravie du tout nouveau motif au crochet [...]. Mais il y a quelque chose de désolant dans ces pages - une nouvelle vision de la vie, les nouvelles tâches de la vie d'une femme ne sont que rarement ou jamais le sujet. »

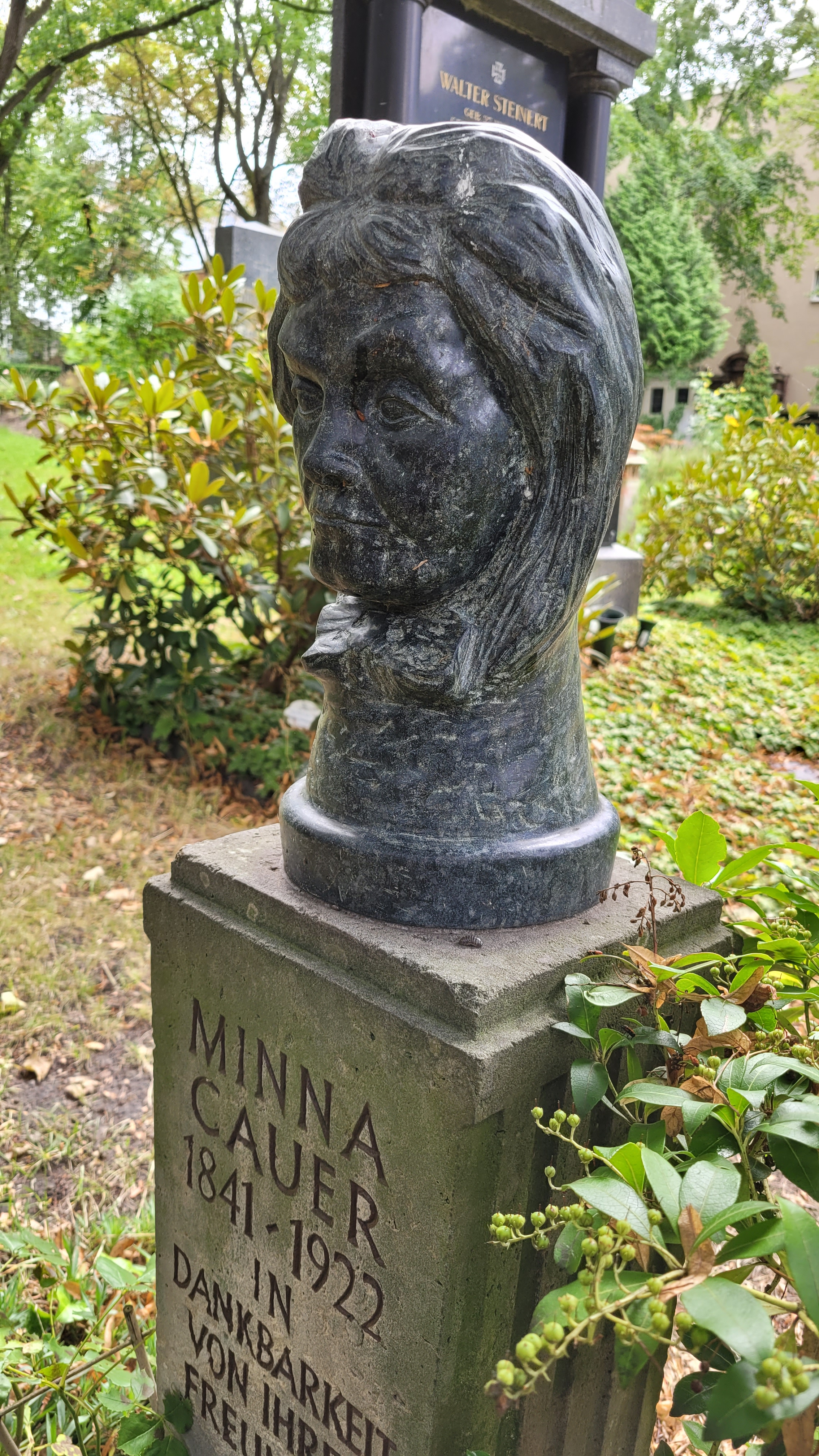
Buste reconstitué de Mina Cauer sur sa tombe à l'ancien cimetière Saint-Matthieu à Berlin-Schöneberg.

## Postérité
Trois ans après la mort de Minna Cauer, sa collègue Else Lüders publie une biographie sur sa vie et son œuvre.
Après cela, Minna Cauer, si célèbre de son vivant, sera oubliée pendant des décennies, jusqu'à ce que le Nouveau mouvement des femmes (Neue Frauenbewegung) la remette en lumière. Au début des années 1980, paraissent les premiers articles sur Minna Cauer, suivis en 1988 d'une biographie de Gerlinde Naumann, Minna Cauer. Eine Kämpferin für Frieden, Demokratie und Emanzipation.
Les archives de Minna Cauer, ses journaux, ses notes et une correspondance abondante, se trouvent à l'Institut international d'histoire sociale à Amsterdam. L'Archive du mouvement des femmes à Cassel (Archiv der deutschen Frauenbewegung, AddF) ainsi que la FrauenMediaTurm à Cologne conservent également des lettres écrites par Minna Cauer.